# Cătălin Dorian Florescu

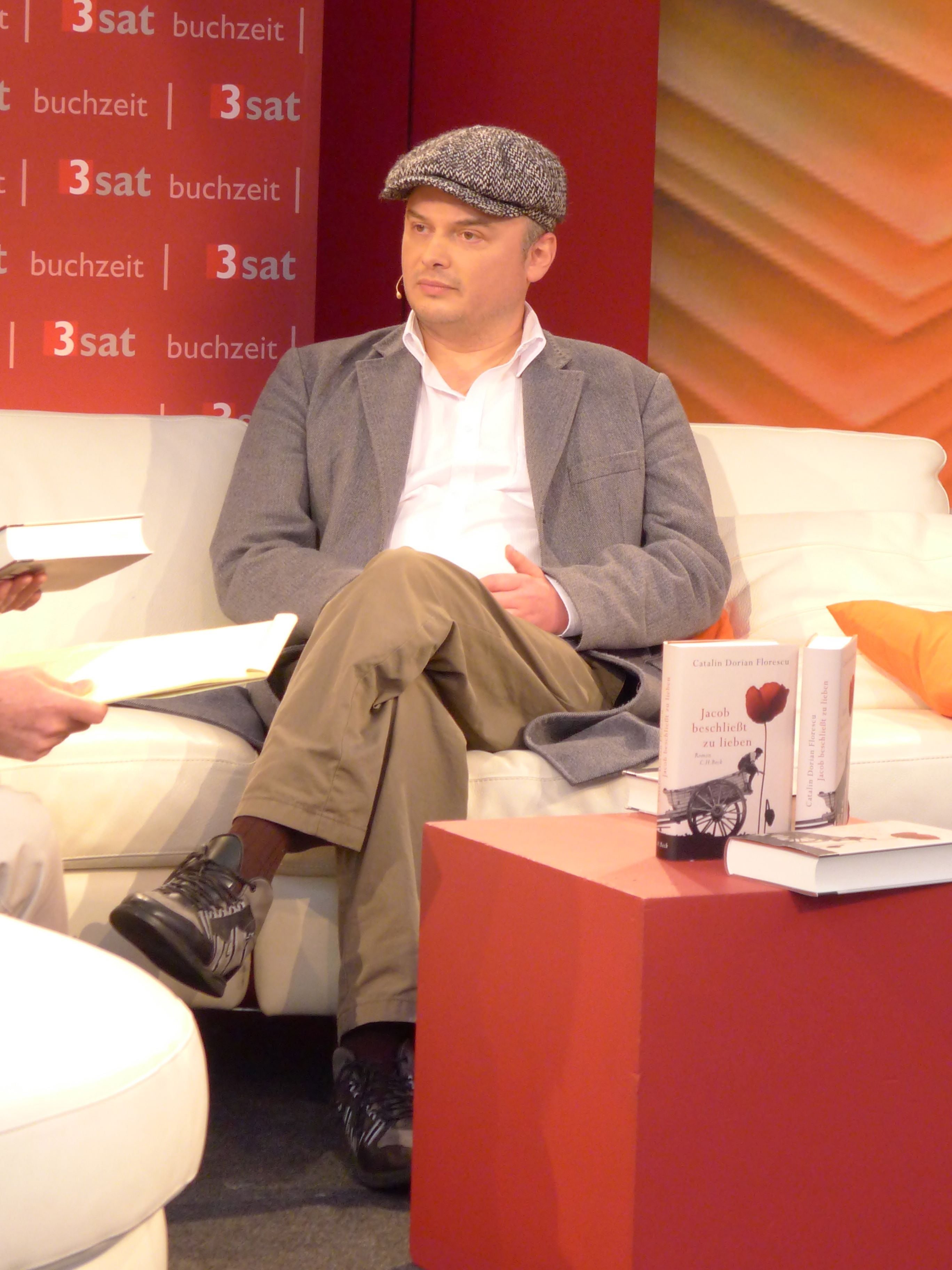

Cătălin Dorian Florescu, född 27 augusti 1967 i Timișoara, Rumänien, är en rumänsk-schweizisk författare och psykolog. Florescu lämnade Rumänien 1982 och bosatte sig i Zürich. Han har skrivit flera romaner, av vilka den femte romanen - Jacob beslutar sig för att älska - har sålt i 50 000 exemplar bara i Schweiz. Med den vann han Schweizer Buchpreis 2011. Den svenska översättningen har beskrivits som "kraftfull", "mustig", "läsvärd" och "spännande".